# Karl-Heinz Riedle
Karl-Heinz Riedle (født 16. september 1965 i Weiler-Simmerberg, Vesttyskland) er en tysk tidligere fodboldspiller, der spillede som angriber hos de tyske storklubber Werder Bremen og Borussia Dortmund, samt for S.S. Lazio i Italien og Liverpool F.C. og Fulham F.C. i England. Han spillede desuden en årrække på Tysklands landshold, som han blev verdensmester med ved VM i 1990.

## Klubkarriere
Riedle startede sin seniorkarriere i 1983 hos FC Augsburg, og først i 1987 kom han til en topklub, da han skrev kontrakt med Werder Bremen. Her var han med til at blive tysk mester i 1988. Efter at have spillet tre år hos italienske S.S. Lazio skiftede Riedle i 1993 til Werders rivaler, Borussia Dortmund. Hans fire år i Ruhr-klubben blev særdeles succesfulde, da han var med til at føre klubben frem til det tyske mesterskab i både 1995 og 1996, samt Champions League i 1997.
Riedle sluttede sin karriere af med et ophold i engelsk fodbold, hvor han i 1999 i første omgang skiftede til Liverpool F.C. Allerede to år efter skiftede han dog til London-klubben Fulham F.C., hvor han spillede sine sidste to sæsoner, inden han indstillede sin karriere i 2001.

## Landshold
Riedle nåede gennem sin karriere at spille 42 kampe og score 16 mål for Tysklands landshold. Han debuterede for holdet i 1988, hvor han også var en del af det hold der deltog ved OL samme år i Seoul. Her blev vesttyskerne nummer to i indledende pulje, hvorpå de i kvartfinalen besejrede Zambia med 4-0. I semifinalen tabte holdet efter forlænget spilletid til Brasilien, hvorpå de i medaljekampen sikrede sig bronze efter 3-0 over Italien, mens Sovjetunionen vandt guld og Brasilien sølv.
Efterfølgende var han med til at blive verdensmester ved VM i 1990 i Italien og sølvmedaljevinder ved EM i 1992 i Sverige. Hans sidste slutrunde med landsholdet var VM i 1994 i USA, hvor tyskerne blev slået ud i kvartfinalerne.

## Titler
Bundesligaen
- 1988 med Werder Bremen
- 1995 og 1996 med Borussia Dortmund

Champions League
- 1997 med Borussia Dortmund

VM
- 1990 med Tyskland